# ادامة (حديبو)

تعديل مصدري - تعديل

ادامة إحدى قرى مديرية حديبو التابعة لمحافظة سقطرى، بلغ تعداد سكانها 67 نسمة حسب تعداد اليمن لعام 2004.